# 68. ceremonia wręczenia Złotych Globów
68. ceremonia wręczenia Złotych Globów za rok 2010, nagród przyznawanych przez Hollywoodzkie Stowarzyszenie Prasy Zagranicznej (HFPA) miała miejsce 16 stycznia 2011 roku w Beverly Hilton Hotel w Hollywood. Ceremonię na terenie USA transmitowała stacja NBC. Galę poprowadził, podobnie jak podczas 67. ceremonii, komik Ricky Gervais.
Nominacje do nagród ogłoszone zostały 14 grudnia 2010 roku, przez Prezydenta HFPA, Philipa Berka oraz aktorów Josha Duhamela, Katie Holmes i Blaira Underwooda.
Nagroda im. Cecila B. DeMille’a została przyznana aktorowi Robertowi De Niro.
„Gwiazdą Złotych Globów” 2010 została Gia Mantegna, córka aktora Joego Mantegny.
Nagrody wręczali m.in.: Matt Damon, Jennifer Lopez, Robert Pattinson, Joseph Gordon-Levitt, Blair Underwood, Julie Bowen, Jimmy Fallon, Garrett Hedlund, January Jones, Leighton Meester, Vanessa Williams.

## Nominacje

### Produkcje filmowe
Najwięcej nominacji podczas 68. ceremonii w zestawie produkcji kinowych otrzymał film Toma Hoopera Jak zostać królem, który został nominowany w siedmiu kategoriach. Po sześć nominacji otrzymały dwa filmy: The Social Network w reżyserii Davida Finchera oraz Fighter Davida O. Russella. Te trzy filmy zostały nominowane w kategorii najlepszego filmu dramatycznego, pozostałe obrazy nominowane w tej kategorii to: Incepcja Christophera Nolana i Czarny łabędź Darrena Aronofsky’ego, które zostały nominowane również w trzech innych kategoriach.
W kategorii najlepszy film komediowy lub musical zostały nominowane: film fantasy Alicja w Krainie Czarów Tima Burtona, musical Burleska Stevena Antina, niezależna komedia Wszystko w porządku w reżyserii Lisy Cholodenko, czarna komedia Red w reżyserii Roberta Schwentke oraz film Turysta Floriana Henckla von Donnersmarcka, którego nominowanie w tej kategorii wzbudziło kontrowersje. Otóż sam film otrzymał bardzo niskie recenzje od krytyków, nie zyskał również sukcesu komercyjnego, ale najbardziej dziwnym wydaje się fakt, iż film jest thrillerem politycznym, mimo to został nominowany w kategorii najlepszego filmu komediowego lub musicalu.
Najlepszym filmem nieanglojęzycznym mogą zostać: meksykańsko-hiszpański Biutiful Alejandra Gonzáleza Iñárrita, francuski Le Concert Radu Mihăileanu, włoski Jestem miłością, rosyjski Na końcu świata oraz duński film Susanne Bier W lepszym świecie.
Za najlepsze animacje Hollywoodzkie Stowarzyszenie Prasy Zagranicznej uznało: Zaplątanych, Jak ukraść księżyc, Jak wytresować smoka, Toy Story 3 oraz nagrodzonego Europejską Nagrodą Filmową Iluzjonistę.

### Artyści filmowi
W tej edycji nagród dwie nominacje otrzymał jeden aktor, mianowicie Johnny Depp, który został wyróżniony za role w dwóch produkcjach komediowych: Alicji w Krainie Czarów oraz Turyście. Nominacje Depp otrzymał w jednej kategorii, dla najlepszego aktora w filmie komediowym lub musicalu, co oznacza, że może ewentualnie otrzymać tylko jedną nagrodę. Pozostali aktorzy nominowani w tej kategorii to: Paul Giamatti za rolę w filmie Świat według Barneya, Jake Gyllenhaal za występ w filmie Miłość i inne używki oraz Kevin Spacey za udział w filmie W krainie pieniądza.
W kategorii najlepszego aktora w filmie dramatycznym nominowali zostali aktorzy: Jesse Eisenberg i jego rola w The Social Network, Colin Firth za występ w filmie Jak zostać królem (Firth nominowany był również w roku poprzednim), James Franco za rolę w filmie Danny’ego Boyle’a 127 godzin, Ryan Gosling za grę w niezależnym dramacie Blue Valentine oraz Mark Wahlberg za film Fighter.
O nagrodę dla najlepszego aktora drugoplanowego ubiegać się będą: Christian Bale za rolę w filmie Fighter, Michael Douglas za rolę Gordona Gekko w filmie Wall Street: Pieniądz nie śpi Olivera Stone’a (obraz jest kontynuacją filmu Wall Street; za rolę w tym obrazie Douglas otrzymał Oscara), Andrew Garfield, który zagrał w The Social Network, Jeremy Renner za występ w filmie Bena Afflecka Miasto złodziei oraz Geoffrey Rush za drugoplanową rolę w filmie Jak zostać królem.
W kategorii najlepszej aktorki w filmie komediowym lub musicalu wyróżniają się dwie nominacje dla aktorek, które wystąpiły w filmie Wszystko w porządku – Annette Bening oraz Julianne Moore (Moore była nominowana także w zeszłym roku, lecz w innej kategorii). Pozostałe nominacje w tej kategorii odebrały: Anne Hathaway za udział w filmie Miłość i inne używki, Angelina Jolie za rolę w filmie Turysta oraz Emma Stone, która wystąpiła w szalonej komedii dla nastolatków − Łatwa dziewczyna.
O nagrodę dla najlepsza aktorka w filmie dramatycznym ubiegać się będą aktorki, które w tym roku wystąpiły w niezależnych dramatach. Są to: Halle Berry za film Frankie and Alice, Nicole Kidman za rolę w filmie Między światami, Jennifer Lawrence i jej rola w obrazie Do szpiku kości, Natalie Portman, która wystąpiła w Czarnym łabędziu oraz Michelle Williams za udział w filmie Blue Valentine.
Kategorię najlepszej aktorki drugoplanowej otwierają Amy Adams i Melissa Leo, które wystąpiły w filmie Fighter. Pozostałe nominacje w tej kategorii odebrały: Helena Bonham Carter za rolę w filmie Jak zostać królem, nagrodzona na Festiwalu Filmowym w Wenecji za rolę w Czarnym łabędziu Mila Kunis oraz Jacki Weaver, która zagrała w australijskim dramacie Królestwo zwierząt.
Złoty Glob dla najlepszego reżysera otrzymać może reżyser najlepszego filmu dramatycznego, bowiem reżyserzy tych filmów, otrzymali nominacje w kategorii najlepszego reżysera. Są to: Darren Aronofsky, David Fincher, Christopher Nolan, David O. Russell i Tom Hooper.
Christopher Nolan, otrzymał tegorocznie również nominację w kategorii najlepszego scenariusza, za skrypt do filmu fantastycznonaukowego Incepcja. Rywalami Nolana w tej kategorii zostali: Danny Boyle i Simon Beaufoy za film 127 godzin, David Seidler za scenariusz do filmu Jak zostać królem, Aaron Sorkin za The Social Network oraz Lisa Cholodenko i Stuart Blumberg za scenariusz filmu niezależnego Wszystko w porządku.
Nagrodę za najlepszą muzykę, mogą odebrać sześcioro kompozytorów − Danny Elfman za Alicję w Krainie Czarów, Hans Zimmer za pracę nad Incepcją, A.R. Rahman za muzykę do filmu 127 godzin, Alexandre Desplat za Jak zostać królem oraz duet Trent Reznor & Atticus Ros za The Social Network.

### Produkcje telewizyjne
Najwięcej nominacji uzyskał serial muzyczny Glee stacji Fox, który powalczy o pięć nagród, m.in. w kategorii najlepszego serialu komediowego. Warto przypomnieć, iż serial Glee jest zeszłorocznym laureatem nagrody w tej kategorii. Pozostałe seriale, które uzyskały nominacje w tej kategorii to: Rockefeller Plaza 30, Współczesna rodzina (obydwa tytuły były nominowane również w zeszłym roku) oraz Siostra Jackie, Teoria wielkiego podrywu i Słowo na R, dla których jest to pierwsza nominacja w tej kategorii.
O Złoty Glob dla najlepszego serialu dramatycznego ubiega się pięć seriali: zeszłoroczny zwycięzca Mad Men, Dexter, dla którego już to trzecia nominacji w tej kategorii, oraz po raz pierwszy nominowane w tej kategorii seriale Żona idealna, Zakazane imperium i Żywe trupy.
Nagrodę dla najlepszego filmu telewizyjnego lub miniserialu zdobyć mogą dwa filmy telewizyjne i trzy miniseriale. Miniserialami są: Pacyfik stacji HBO, Filary Ziemi stacji Starz oraz francuski Carlos. Pozostałe nominacje przyznano filmom telewizyjnym Temple Grandin oraz Jack, jakiego nie znacie (obydwie produkcje stacji HBO).

### Artyści telewizyjni
W kategorii najlepszego aktora w serialu dramatycznym ponownie nominowany został Michael C. Hall za rolę w serialu Dexter (jest to piąta nominacja dla Halla za rolę w tym serialu; aktor jest również zeszłorocznym laureatem). Ponowne nominacje uzyskali również Jon Hamm za Mad Men (czwarta nominacja) i Hugh Laurie za rolę w Dr House (szósta nominacja). Pierwsze nominacje otrzymali Steve Buscemi za rolę w serialu Zakazane imperium i Bryan Cranston za Breaking Bad.
Najlepszą aktorką w serialu dramatycznym zostać może ponownie Julianna Margulies, zeszłoroczna laureatka za rolę w serialu Żona idealna. Szóstą nominację w tej kategorii odebrała Kyra Sedgwick za rolę w serialu Podkomisarz Brenda Johnson. Pozostałe nominacje odebrały po raz pierwszy aktorki: Elisabeth Moss za Mad Men, Piper Perabo za serial Kamuflaż oraz Katey Sagal za rolę w serialu Synowie Anarchii.
W kategoriach aktorów z seriali komediowych również nominowani zostali zeszłoroczni laureaci. Najlepszym aktorem zostać może ponownie Alec Baldwin, który występuje w serialu Rockefeller Plaza 30 (piąta nominacja dla Baldwina w tej kategorii). Jego rywalami w tej kategorii są: Steve Carell za Biuro (szósta nominacja), Thomas Jane za rolę w serialu Wyposażony (druga nominacja), Matthew Morrison za Glee (druga nominacja) i Jim Parsons, który gra w serialu Teoria wielkiego podrywu (jest to pierwsza nominacja dla tego aktora).
Nominację dla najlepszej aktorki w serialu komediowym odebrała ponownie również Toni Collette, która w zeszłym roku nagrodzona została za rolę w serialu Wszystkie wcielenia Tary (jest to druga nominacja dla Collette). Podobnie jak w zeszłym roku jej konkurentkami są: Edie Falco, czyli Siostra Jackie (druga nominacja), Tina Fey za Rockefeller Plaza 30 (czwarta nominacja dla tej aktorki) i Lea Michele za rolę w Glee (druga nominacja). Piątkę nominowanych zamyka Laura Linney, która otrzymała pierwszą nominację za serial Słowo na R.

## Nagrody

### Kino
Tegorocznie najwięcej nagród otrzymał film dramatyczny The Social Network, który został nagrodzony w czterech kategoriach: za najlepszy film dramatyczny, dla najlepszego reżysera (David Fincher), za najlepszy scenariusz (Aaron Sorkin) i za najlepszą muzykę (Trent Reznor i Atticus Ross).
Najlepszym filmem komediowym lub musicalem okazał się Wszystko w porządku, a grająca w nim główną rolę Annette Bening została nagrodzona Złotym Globem dla najlepszej aktorki w filmie komediowym lub musicalu.
Najlepszym aktorem w filmie komediowym lub musicalu okazał się Paul Giamatti, który wystąpił w komedii Świat według Barneya. Nagrodę dla najlepszego aktora w filmie dramatycznym odebrał Colin Firth za rolę w filmie Jak zostać królem. Jest to jedyna nagroda dla tego filmu, który nominowany został w siedmiu kategoriach. Najlepszą aktorką w filmie dramatycznym okazała się Natalie Portman, która wystąpiła w filmie Czarny łabędź.
Nagrody dla najlepszych aktorów drugoplanowych odebrali aktorzy z filmu Fighter – Melissa Leo i Christian Bale.
Za najlepszy film zagraniczny HFPA uznało duński dramat Susanne Bier W lepszym świecie. Nagrodę dla najlepszego filmu animowanego otrzymał obraz Toy Story 3.
Film Incepcja Christophera Nolana pomimo czterech nominacji, nie otrzymał żadnej nagrody.

### Telewizja
Najwięcej nagród w zestawie telewizyjnym odebrał serial Glee, który łącznie zdobył trzy nagrody: za najlepszy serial komediowy oraz dla najlepszych aktorów drugoplanowych − Jane Lynch i Chrisa Colfera.
Dwie nagrody otrzymał nowy serial stacji HBO Zakazane imperium, który otrzymał nagrody za najlepszy serial dramatyczny i dla najlepszego aktora w serialu dramatycznym − Stevena Buscemiego.
Najlepszym miniserialem lub filmem telewizyjnym okazał się francuski miniserial Carlos.
Złoty Glob dla najlepszej aktorki w serialu dramatycznym odebrała Katey Sagal za rolę w Synowie Anarchii. Najlepszą aktorką w serialu komediowym okazała się Laura Linney, która wystąpiła w serialu Słowo na R. Aktorka nie pojawiła się na ceremonii wręczenia nagród. Nagrodę dla najlepszego aktora w serialu komediowym odebrał Jim Parsons, który występuje w serialu Teoria wielkiego podrywu.
Najlepszą aktorką w miniserialu lub filmie telewizyjnym została Claire Danes, która zagrała w filmie Temple Grandin. Najlepszym aktorem w męskim odpowiedniku powyższej kategorii został Al Pacino, za rolę w filmie Jack, jakiego nie znacie.

## Kontrowersje
Nazajutrz po ceremonii wręczenia nagród, w mediach elektronicznych pojawiła się krytyka do osoby Ricky’ego Gervaisa, gospodarza ceremonii, którego wypowiedzi podczas gali zostały uznane za kontrowersyjne. Komik wyśmiewał m.in. nominowanie filmu Turysta, sugerując, iż twórcy filmu przekupili organizatorów.

## Laureaci i nominowani
Laureaci nagród wyróżnieni są wytłuszczeniem

### Produkcje kinowe

#### Najlepszy film dramatyczny
- The Social Network
  - Czarny łabędź
  - Fighter
  - Incepcja
  - Jak zostać królem

#### Najlepszy film komediowy lub musical
- Wszystko w porządku
  - Alicja w Krainie Czarów
  - Burleska
  - Turysta
  - Red

#### Najlepsza aktorka w filmie dramatycznym
- Natalie Portman − Czarny łabędź
  - Halle Berry − Frankie i Alice
  - Nicole Kidman − Między światami
  - Jennifer Lawrence − Do szpiku kości
  - Michelle Williams − Blue Valentine

#### Najlepsza aktorka w filmie komediowym lub musicalu
- Annette Bening − Wszystko w porządku
  - Anne Hathaway − Miłość i inne używki
  - Angelina Jolie − Turysta
  - Julianne Moore − Wszystko w porządku
  - Emma Stone − Łatwa dziewczyna

#### Najlepszy aktor w filmie dramatycznym
- Colin Firth − Jak zostać królem
  - Jesse Eisenberg − The Social Network
  - James Franco − 127 godzin
  - Ryan Gosling − Blue Valentine
  - Mark Wahlberg − Fighter

#### Najlepszy aktor w filmie komediowym lub musicalu
- Paul Giamatti − Świat według Barneya
  - Johnny Depp − Alicja w Krainie Czarów
  - Johnny Depp − Turysta
  - Jake Gyllenhaal − Miłość i inne używki
  - Kevin Spacey − W krainie pieniądza

#### Najlepsza aktorka drugoplanowa
- Melissa Leo − Fighter
  - Amy Adams − Fighter
  - Helena Bonham Carter − Jak zostać królem
  - Mila Kunis − Czarny łabędź
  - Jacki Weaver − Królestwo zwierząt

#### Najlepszy aktor drugoplanowy
- Christian Bale − Fighter
  - Michael Douglas − Wall Street: Pieniądz nie śpi
  - Andrew Garfield − The Social Network
  - Jeremy Renner − Miasto złodziei
  - Geoffrey Rush − Jak zostać królem

#### Najlepszy reżyser
- David Fincher − The Social Network
  - Darren Aronofsky − Czarny łabędź
  - Tom Hooper − Jak zostać królem
  - Christopher Nolan − Incepcja
  - David O. Russell − Fighter

#### Najlepszy scenariusz
- Aaron Sorkin − The Social Network
  - Danny Boyle i Simon Beaufoy − 127 godzin
  - Lisa Cholodenko i Stuart Blumberg − Wszystko w porządku
  - Christopher Nolan − Incepcja
  - David Seidler − Jak zostać królem

#### Najlepszy film zagraniczny
- W lepszym świecie
  - / Biutiful
  -  Koncert
  -  Na końcu świata
  -  Jestem miłością

#### Najlepsza muzyka
- Trent Reznor i Atticus Ross − The Social Network
  - Alexandre Desplat − Jak zostać królem
  - Danny Elfman − Alicja w Krainie Czarów
  - A.R. Rahman − 127 godzin
  - Hans Zimmer − Incepcja

#### Najlepsza piosenka
- You Haven’t Seen the Last of Me z filmu Burleska (muzyka i tekst: Diane Warren)
  - Bound to You z filmu Burleska (muzyka: Samuel Dixon; tekst: Christina Aguilera i Sia Furler)
  - Coming Home z filmu Country Strong (muzyka i tekst: Bob DiPiero, Tom Douglas, Hillary Lindsey i Troy Verges)
  - I See the Light z filmu Zaplątani (muzyka: Alan Menken; tekst: Glenn Slater)
  - There's a Place for Us z filmu Opowieści z Narnii: Podróż Wędrowca do Świtu (muzyka i tekst: Carrie Underwood, David Hodges i Hillary Lindsey)

#### Najlepszy film animowany
- Toy Story 3
  - Jak ukraść księżyc
  - Jak wytresować smoka
  - Iluzjonista
  - Zaplątani

### Produkcje telewizyjne

#### Najlepszy serial dramatyczny
- Zakazane imperium, HBO
  - Dexter, Showtime
  - Żona idealna, CBS
  - Mad Men, AMC
  - Żywe trupy, AMC

#### Najlepszy serial komediowy
- Glee, Fox
  - Rockefeller Plaza 30, NBC
  - Teoria wielkiego podrywu, CBS
  - Słowo na R, Showtime
  - Współczesna rodzina, ABC
  - Siostra Jackie, Showtime

#### Najlepszy miniserial lub film telewizyjny
- Carlos, Sundance Channel
  - Pacyfik, HBO
  - Filary Ziemi, Starz
  - Temple Grandin, HBO
  - Jack, jakiego nie znacie, HBO

#### Najlepsza aktorka w serialu dramatycznym
- Katey Sagal − Synowie Anarchii
  - Julianna Margulies − Żona idealna
  - Elisabeth Moss − Mad Men
  - Piper Perabo − Kamuflaż
  - Kyra Sedgwick − Podkomisarz Brenda Johnson

#### Najlepszy aktor w serialu dramatycznym
- Steve Buscemi − Zakazane imperium
  - Bryan Cranston − Breaking Bad
  - Michael C. Hall − Dexter
  - Jon Hamm − Mad Men
  - Hugh Laurie − Dr House

#### Najlepsza aktorka w serialu komediowym
- Laura Linney − Słowo na R
  - Toni Collette − Wszystkie wcielenia Tary
  - Edie Falco − Siostra Jackie
  - Tina Fey − Rockefeller Plaza 30
  - Lea Michele − Glee

#### Najlepszy aktor w serialu komediowym
- Jim Parsons − Teoria wielkiego podrywu
  - Alec Baldwin − Rockefeller Plaza 30
  - Steve Carell − Biuro
  - Thomas Jane − Wyposażony
  - Matthew Morrison − Glee

#### Najlepsza aktorka w miniserialu lub filmie telewizyjnym
- Claire Danes − Temple Grandin
  - Hayley Atwell − Filary Ziemi
  - Judi Dench − Panie z Cranford
  - Romola Garai − Emma
  - Jennifer Love Hewitt − Lista klientów

#### Najlepszy aktor w miniserialu lub filmie telewizyjnym
- Al Pacino − Jack, jakiego nie znacie
  - Idris Elba − Luther
  - Ian McShane − Filary Ziemi
  - Dennis Quaid − Władcy świata
  - Édgar Ramírez − Carlos

#### Najlepsza aktorka drugoplanowa w serialu, miniserialu lub filmie telewizyjnym
- Jane Lynch − Glee
  - Hope Davis − Władcy świata
  - Kelly Macdonald − Zakazane imperium
  - Julia Stiles − Dexter
  - Sofía Vergara − Współczesna rodzina

#### Najlepszy aktor drugoplanowy w serialu, miniserialu lub filmie telewizyjnym
- Chris Colfer − Glee
  - Scott Caan − Hawaii Five-0
  - Chris Noth − Żona idealna
  - Eric Stonestreet − Współczesna rodzina
  - David Strathairn − Temple Grandin

### Nagroda Cecila B. DeMille’a
- Robert De Niro

### Gwiazda Złotych Globów 2009
- Gia Mantegna

## Podsumowanie ilości nominacji
(Ograniczenie do dwóch nominacji)

### Kino
7 : Jak zostać królem
6 : Fighter, The Social Network
4 : Czarny łabędź, Incepcja, Wszystko w porządku
3 : 127 godzin, Alicja w Krainie Czarów, Turysta
2 : Blue Valentine, Burleska, Miłość i inne używki, Zaplątani

### Telewizja
5 : Glee
3 : Rockefeller Plaza 30, Zakazane imperium, Dexter, Żona idealna, Mad Men, Współczesna rodzina, Temple Grandin
2 : Słowo na R, Carlos, Siostra Jackie, Filary Ziemi, Władcy świata, Jack, jakiego nie znacie

## Podsumowanie ilości nagród
(Ograniczenie do dwóch nagród)

### Kino
4 : The Social Network
2 : Wszystko w porządku, Fighter

### Telewizja
3 : Glee
2 : Zakazane imperium

## Prezenterzy nagród i nominacji
| Imię i nazwisko                    | Prezentacja lub wręczenie nagrody:                                                                            |
| ---------------------------------- | --- |
| Scarlett Johansson                 | Najlepszy aktor drugoplanowy                                                                                  |
| Julie Bowen i LL Cool J            | Najlepsza aktorka w serialu dramatycznym                                                                      |
| Julianne Moore i Kevin Spacey      | Prezentacja Gwiazdy Złotych Globów                                                                            |
| Gia Mantegna                       | Najlepszy miniserial lub film telewizyjny                                                                     |
| Bruce Willis                       | Prezentacja filmu Red                                                                                         |
| Garrett Hedlund i Leighton Meester | Najlepszy aktor drugoplanowy w serialu, miniserialu lub filmie telewizyjnym                                   |
| Michelle Pfeiffer                  | Prezentacja filmu Alicja w Krainie Czarów                                                                     |
| Eva Longoria                       | Przedstawienie prezydenta HFPA, Philipa Berka                                                                 |
| Kevin Bacon i Milla Jovovich       | Najlepszy aktor w serialu dramatycznym Najlepszy serial dramatyczny                                           |
| Andrew Garfield                    | Prezentacja filmu The Social Network                                                                          |
| Alec Baldwin i Jennifer Lopez      | Najlepsza piosenka Najlepsza muzyka                                                                           |
| Justin Bieber i Hailee Steinfeld   | Najlepszy film animowany                                                                                      |
| Robert Downey Jr.                  | Najlepsza aktorka w filmie komediowym lub musicalu                                                            |
| Sylvester Stallone                 | Prezentacja filmu Fighter                                                                                     |
| Geoffrey Rush i Tilda Swinton      | Najlepszy aktor w miniserialu lub filmie telewizyjnym Najlepsza aktorka w miniserialu lub filmie telewizyjnym |
| Zac Efron                          | Prezentacja filmu Wszystko w porządku                                                                         |
| Tina Fey i Steve Carell            | Najlepszy scenariusz                                                                                          |
| Chris Evans i Chris Hemsworth      | Najlepsza aktorka drugoplanowa w serialu, miniserialu lub filmie telewizyjnym                                 |
| Olivia Wilde i Robert Pattinson    | Najlepszy film zagraniczny                                                                                    |
| Helen Mirren                       | Prezentacja filmu Jak zostać królem                                                                           |
| Blair Underwood i Vanessa Williams | Najlepsza aktorka w serialu komediowym                                                                        |
| Jane Fonda                         | Prezentacja filmu Burleska                                                                                    |
| Matthew Bomer i Kaley Cuoco        | Najlepszy aktor w serialu komediowym                                                                          |
| Jeremy Irons                       | Najlepsza aktorka drugoplanowa                                                                                |
| Matt Damon                         | Nagroda im. Cecila B. DeMille’a                                                                               |
| Megan Fox                          | Prezentacja filmu Turysta                                                                                     |
| Annette Bening                     | Najlepszy reżyser                                                                                             |
| Jimmy Fallon i January Jones       | Najlepszy serial komediowy                                                                                    |
| Alicia Keys                        | Prezentacja filmu Czarny łabędź                                                                               |
| Halle Berry                        | Najlepszy aktor w filmie komediowym lub musicalu                                                              |
| Joseph Gordon-Levitt               | Prezentacja filmu Incepcja                                                                                    |
| Jeff Bridges                       | Najlepsza aktorka w filmie dramatycznym                                                                       |
| Tom Hanks i Tim Allen              | Najlepszy film komediowy lub musical                                                                          |
| Sandra Bullock                     | Najlepszy aktor w filmie dramatycznym                                                                         |
| Michael Douglas                    | Najlepszy film dramatyczny                                                                                    |